# MU90 torpedo
En MU90/IMPACT er en avanceret letvægts-antiubådstorpedo brugt af Tyskland, Frankrig, Italien, Danmark, Australien samt Polen. Den er designet til at udkonkurrere den amerikanskbyggede Mark 46 torpedo i antiubådsrollen. Torpedoen fås også i en speciel MU90 Hard Kill version, der er designet til forsvar mod torpedoer. Det er dog mere uklart, hvordan den klarer sig målt mod de moderne udgaver af Mk 46 torpedoen, især mod Mk 50 og Mk 54 torpedoerne. MU90 er fremstillet af et bredt konsortium af europæiske virksomheder under navnet EuroTorp.
MU90 er slutresultatet af forskellige projekter i Frankrig og Italien i 1980'erne. I Frankrig resulterede et projekt fra Thomson-CSF Sintra i torpedosystemet Murène" i 1989, mens man i firmaet Italy Whitehead startede på arbejdet til erstatning for A244-torpedoens, benævnt A290. I 1990 begyndte man de første skridt mod at samle de to projekter. Dette lykkedes i 1993, da man oprettede konsortiet EuroTorp.
MU90 er i stand til at nedkæmpe alle nuværende eller tænkte trusler, såsom stationære bundkontakter, miniubåde, alle kendte versioner af lyddæmpende belægninger på ubåde samt forskellige vildledningssystemer. Torpedoen kan også startes ved hastigheder på op til 400 knob, hvilket gør den i stand til at blive kastet fra maritimt patruljefly ved høj fart. Den vil også være i stand til at blive afskudt fra skibe ved hjælp af en raketmotor, der dermed vil øge rækkevidden betragteligt. Torpedoen er drevet af en elektrisk pumpjet og kan løbe ved lydløst, således at den ikke afslører sin position, og den kan "sprinte" med hastigheder op til 50 knob. Den bruger et formet sprænghoved, der fokuserer sprængningen mod skroget. Derfor er torpedoen ikke udstyret med en stor sprængladning. Den er i stand til at penetrere ethvert kendt ubådsskrog, også de russiske dobbeltskrog. Den siges at være lige så effektiv i lægt vand som på store vanddybder, hvilket er usædvanligt for en torpedo.[kilde mangler]

## References
1. ↑  "EuroTorp, MU90/IMPACT". Arkiveret fra originalen 15. juli 2015. Hentet 20. marts 2016.
2. ↑  "EUROTORP Historie". Arkiveret fra originalen 31. marts 2016. Hentet 20. marts 2016.